# Qatar vid världsmästerskapen i simsport 2024
Qatar tävlade vid världsmästerskapen i simsport 2024 i Doha i Qatar mellan den 2 och 18 februari 2024. Qatar hade en trupp på fem idrottare, varav en kvinna och fyra män.

## Tävlande per sport
Följande är en lista över antalet tävlande per sport.
| Sport   | Herrar | Damer | Totalt |
| ------- | ------ | ----- | ------ |
| Simning | 4      | 1     | 5      |
| Totalt  | 4      | 1     | 5      |

## Simning
Herrar
| Idrottare             | Gren           | Heat    | Heat      | Semifinal        | Semifinal        | Final            | Final            |
| Idrottare             | Gren           | Tid     | Placering | Tid              | Placering        | Tid              | Placering        |
| --------------------- | -------------- | ------- | --------- | ---------------- | ---------------- | ---------------- | ---------------- |
| Yousef Al-Khulaifi    | 50 m frisim    | 25,04   | 79        | Gick inte vidare | Gick inte vidare | Gick inte vidare | Gick inte vidare |
| Yousef Al-Khulaifi    | 50 m ryggsim   | 0DNS0   | 0DNS0     | Gick inte vidare | Gick inte vidare | Gick inte vidare | Gick inte vidare |
| Mohamed Mahmoud       | 100 m frisim   | 51,71   | 52        | Gick inte vidare | Gick inte vidare | Gick inte vidare | Gick inte vidare |
| Mohamed Mahmoud       | 50 m fjärilsim | 24,62   | 39        | Gick inte vidare | Gick inte vidare | Gick inte vidare | Gick inte vidare |
| Ali Abdulla Al-Nuaimi | 200 m frisim   | 2.07,82 | 67        | Gick inte vidare | Gick inte vidare | Gick inte vidare | Gick inte vidare |
| Abdulaziz Al-Obaidly  | 50 m bröstsim  | 28,62   | 34        | Gick inte vidare | Gick inte vidare | Gick inte vidare | Gick inte vidare |
| Abdulaziz Al-Obaidly  | 100 m bröstsim | 0DNS0   | 0DNS0     | Gick inte vidare | Gick inte vidare | Gick inte vidare | Gick inte vidare |

Damer
| Idrottare   | Gren        | Heat  | Heat      | Semifinal        | Semifinal        | Final            | Final            |
| Idrottare   | Gren        | Tid   | Placering | Tid              | Placering        | Tid              | Placering        |
| ----------- | ----------- | ----- | --------- | ---------------- | ---------------- | ---------------- | ---------------- |
| Nada Arkaji | 50 m frisim | 31,78 | 96        | Gick inte vidare | Gick inte vidare | Gick inte vidare | Gick inte vidare |